# منتخب ويلز لهوكي الحقل للرجال
منتخب ويلز الوطني لهوكي الحقل للرجال (بالإنجليزية: Wales men's national field hockey team)‏ هو ممثل المملكة المتحدة الرسمي في المنافسات الدولية في هوكي الحقل .